# USS Iwo Jima (LPH-2)
Pour les autres navires du même nom, voir USS Iwo Jima.
L'USS Iwo Jima (LPH-2) est un navire d'assaut amphibie, navire de tête de sa classe construit pour l'United States Navy dans les années 1960. 
Il est mis sur cale au chantier naval de Puget Sound à Bremerton, dans l'État de Washington (États-Unis), le 2 avril 1959. Il est lancé le 17 septembre 1960, parrainé par Mme Schmidt (femme du général Harry Schmidt, et admis au service actif le 26 août 1961, sous le commandement du captain T. D. Harris. Le LPH-2 est le deuxième navire de l'US Navy à porter le nom de la célèbre bataille de la Seconde Guerre mondiale. 

## Premiers déploiements etcrise des missiles cubains

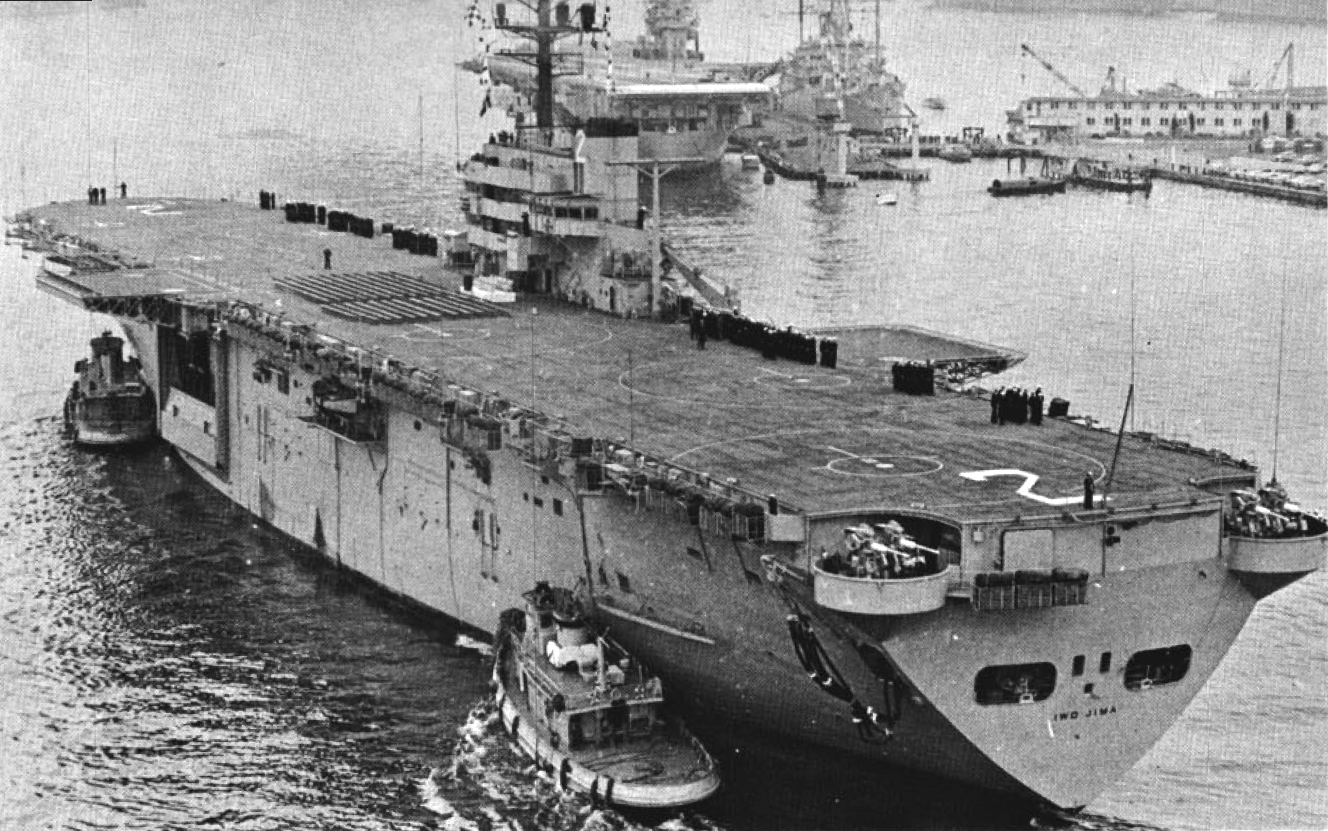
L'USS Iwo Jima en 1962.

Après sa mise en condition opérationnelle, le porte-hélicoptère passe la fin de l'année au large des côtes de Californie à mener de nombreux exercices amphibies. En avril 1962, il est déployé dans le Pacifique au sein de la « Joint Task Force 8 » déployée au large de l'atoll Johnston pour une série d'essais nucléaires. L'Iwo Jima assiste ainsi à 27 tests nucléaires (opération Dominic) jusqu'à la fin du mois de juillet, notamment sur l'île Christmas. Le 26 juillet, il quitte la zone de tests pour rallier Pearl Harbor puis San Diego qu'il atteint le 10 août 1962.  
En septembre 1962, il participe à un exercice amphibie à grande échelle avant d'appareiller le 17 octobre pour un premier déploiement en Extrême-Orient au sein de la 7e flotte. Faisant demi-tour, l'Iwo Jima rentre à San Diego, embarque des Marines et leur matériel du 22 au 27 octobre et appareille en direction de Cuba, en pleine crise des missiles. Il se tient prêt à lancer les Marines sur l'île mais il n'y aura aucune opération de guerre. La quarantaine est levée le 20 novembre 1962 et le porte-hélicoptère rentre à San Diego le 13 décembre.

## Opérations enAsie du Sud-Est
Après un entrainement amphibie l'occupant durant la première partie de l'année 1963, l'Iwo Jima appareille de San Diego le 30 août pour un déploiement au sein de la septième flotte prévu à l'automne précédent, mais retardé par la crise des missiles. Après avoir opéré au large des Philippines et de Taïwan, il quitte les Philippines le 31 octobre 1963 pour le Sud-Vietnam afin de protéger les ressortissants américains menacés par la guerre civile.  
Rentré à la base navale de Subic Bay le 12 novembre 1963, il effectue plusieurs entraînements amphibies au large de Taïwan et d'Okinawa, quittant Sasebo le 13 avril 1964 pour rallier San Diego le 28 avril. Après un dernier entrainement au large de la Californie, l'Iwo Jima subit son premier carénage au chantier naval de Long Beach jusqu'au 7 décembre 1964. Après une remise en condition dans les eaux hawaïennes, le porte-hélicoptère quitte Pearl Harbor le 13 mars 1965 pour rentrer à San Diego six jours plus tard. 

## Guerre du Viêt Nam
Le 12 avril 1965, l'USS Iwo Jima quitte son porte d'attache chargé d'hommes, d'hélicoptères et de véhicules de l'armée de terre pour rejoindre le Sud-Vietnam qu'il atteint le 1er mai. Il fait décoller 77 hélicoptères débarquant du matériel destiné aux troupes américaines, puis rallie la baie de Subic pour embarquer des Marines qui sont mis à terre à Chu Lai, dans la province de Quảng Nam, le 11 mai 1965. 
Après un mois passé au large de Chu Lai, protégeant les Marines et les Seabees en établissant un aérodrome sur le rivage sablonneux, il débarque des hélicoptères, des hommes et du matériel à Hue-Phu Bai (Hué), à 60 km au nord de Da Nang. Il gagne ensuite Sasebo puis la baie de Buckner, à Okinawa, pour embarquer des Marines et leur équipement. Il appareille le 26 juin 1965 pour Qui Nhon en compagnie des USS Talladega et USS Point Defiance, ces trois navires formant le TG 76.5 chargée de soutenir la Marine Special Landing Force. Arrivé sur zone le 30 juin, les Marines sont débarqués pour prendre des positions défensives afin de protéger les ingénieurs de l'armée et les unités de communication. 
Il quitte la zone le 20 juillet et appareille pour les îles Pratas pour sauver le destroyer USS Frank Knox, échoué depuis le 18 juillet. Arrivé le 22 au matin, ses hélicoptères sont immédiatement déployés pour aider au sauvetage du destroyer. Son travail de soutien terminé, il quitte la zone le 1er août, et après une brève escale à Hong Kong, rallie les Philippines pour préparer un nouveau déploiement au large du Vietnam. 
Le 17 août, il appareille de la baie de Subic pour Vũng Tàu afin de participer à l'opération Starlite, une opération de recherche et destruction de cinq jours qui éradiqua quelque 600 Viet Cong. L'Iwo Jima, accompagné par les USS Talladega et USS Point Defiance, avait renforcé la garnison de la base avec le 7e Régimental Landing Team qui est mis à terre. Le 2 septembre, le porte-hélicoptère quitte le Vietnam avec 800 Marines en permission pour Okinawa.  

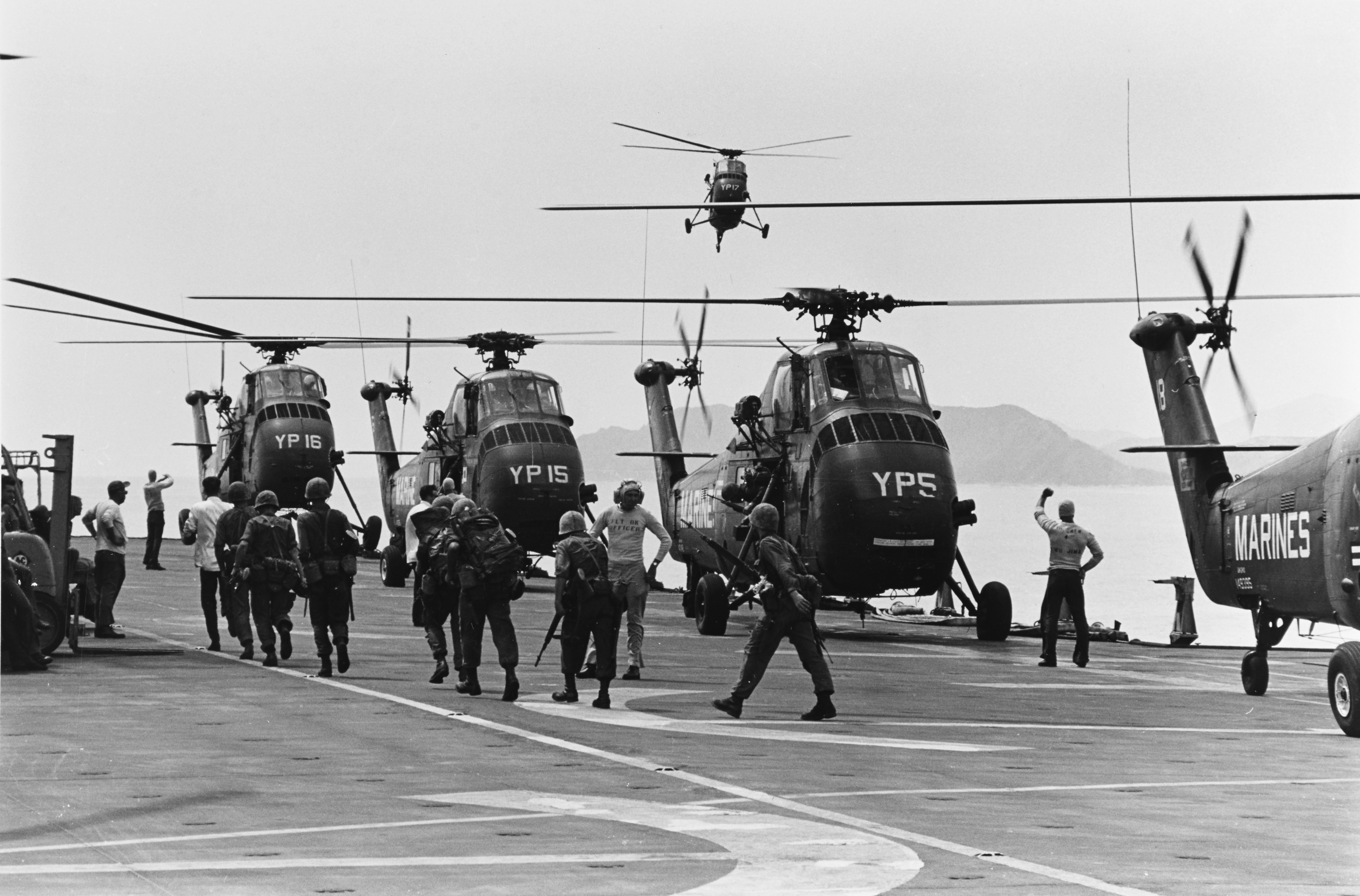
Vue du pont d'envol du Iwo Jima. Des Marines rejoignent les hélicoptères Sikorsky UH-34D Seahorse pour l'opération Dagger Thrust (décembre 1965).

Il est de retour au large du Vietnam le 10 septembre 1965, héliportant des troupes à terre pour couvrir l'arrivée au Vietnam de la 1re division de cavalerie. Jusqu'au 1er octobre, le porte-hélicoptère participe à trois opérations recherche et destruction, avant de mettre cap au sud pour évacuer si besoin des ressortissants américains d'Indonésie, alors déchiré par une révolte. Cette évacuation n'ayant pas eu lieu, il rallie Da Nang pour procéder à un échange d'unités d'hélicoptères, avant de mettre cap dans la baie de Subic où il est relevé par l'USS Valley Forge. Après une brève escale à Yokosuka, il rejoint les États-Unis, atteignant son port d'attache de San Diego le 17 novembre 1965. Après une série d’entraînements au large de San Diego de janvier à juin 1966, fait route vers le Vietnam le 24 juillet avec à son bord des Marines et des marins. Il reste déployé jusqu'au mois de décembre, participant à l'opération Deckhouse IV en septembre. Durant ce déploiement, il opère à 3 miles au sud de la zone vietnamienne démilitarisée pour rechercher et décimer un régiment de la division 342B de l'armée populaire vietnamienne, qui s'était infiltrée dans le Sud-Vietnam. 
Il effectue un court passage au Japon avant de retourner au Vietnam jusqu'au mois de mars 1967. Le 1er juillet 1967, l'USS Iwo Jima quitte l'Amphibious Squadron 3 pour l'Amphibious Squadron 1.   

## MissionApollo

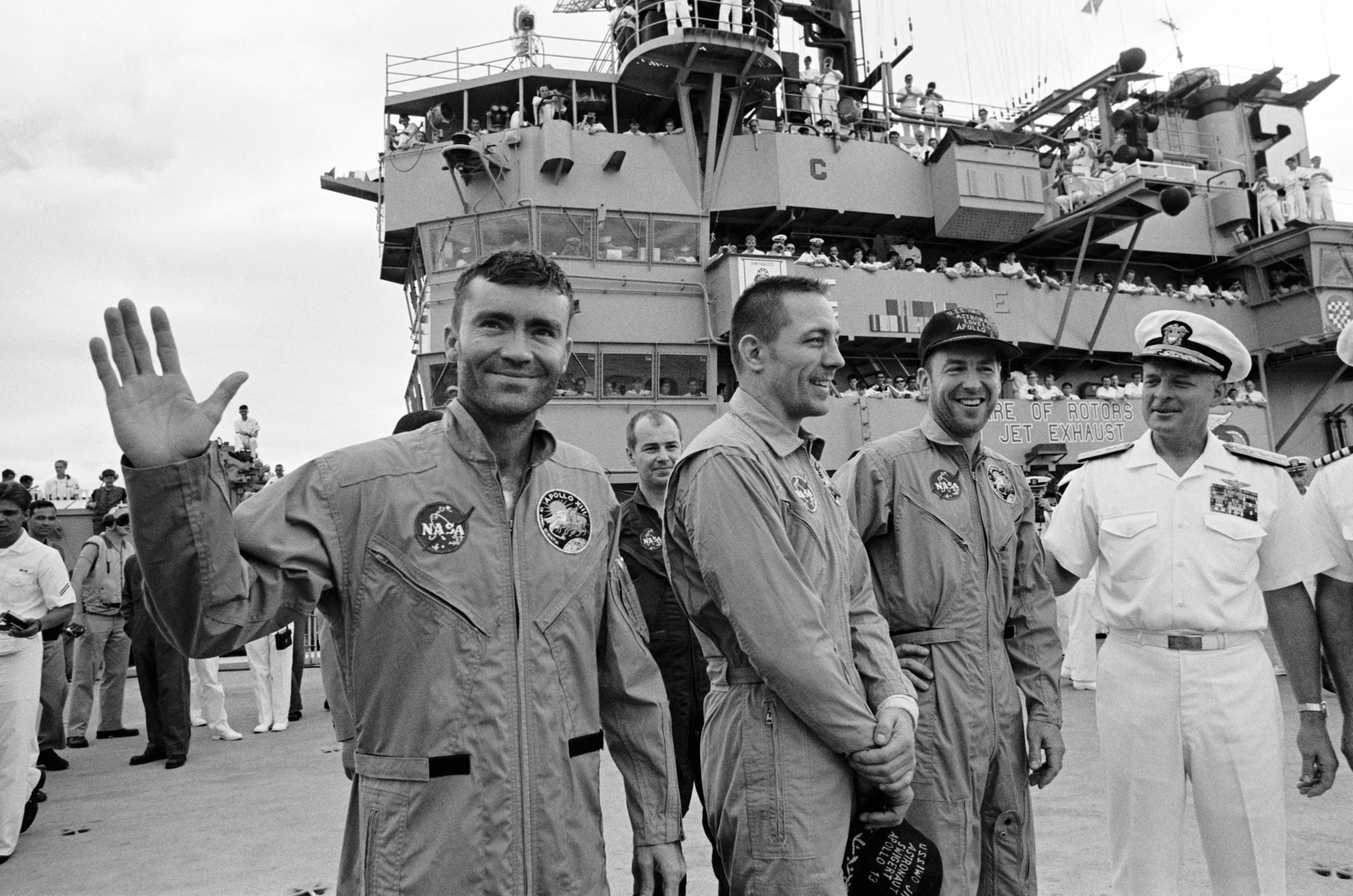
Le contre-amiral Donald C. Davis souhaite la bienvenue aux membres de l’équipage d’Apollo 13 à bord de l'USS Iwo Jima. (De gauche à droite) Fred Haise, Jack Swigert et James Lovell (17 avril 1970).

Le 17 avril 1970, il devient le navire-amiral de la Task Force 130 chargée de récupérer les capsules Apollo, notamment celle d'Apollo 13 qui sera victime d'une avarie.
En 1995, le film Apollo 13 revint sur ces événements, son sister-ship New Orleans jouant le rôle de l'Iwo Jima. 

## Guerre du Liban
Du 10 mai au 8 décembre 1983, l'USS Iwo Jima est déployé au large du Liban dans le cadre du « Mediterranean Amphibious Ready Group 2-83 » (Marg 2-83). Le porte-hélicoptère embarque la 24e unité marine amphibie (24e MAU), dont la majeure partie est débarquée le 29 mai, relevant la 22e MAU sur l'aéroport de Beyrouth en tant que principale composante américaine de la force multinationale au Liban. 

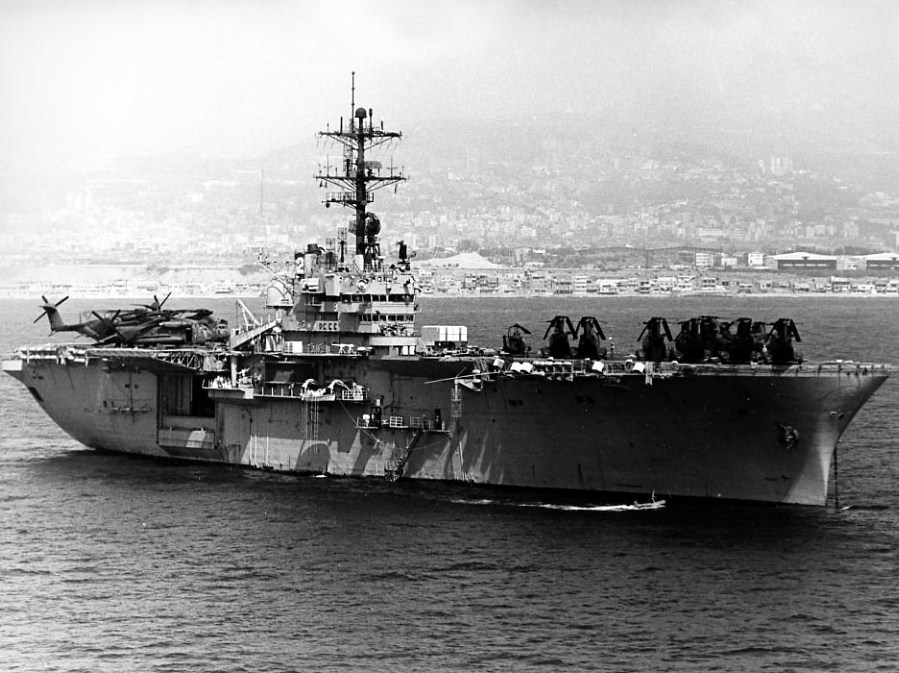
L'USS Iwo Jima à l’ancrage au large des côtes libanaises vers le début des années 1980.

Le 23 octobre 1983, un camion piégé touche le contingent américain, provoquant la mort de 241 américains tandis que 60 autres sont blessés. Cet attentat conjugué à celui visant les paras français à l'immeuble Drakkar (58 morts) accéléra le retrait occidental de la région libanaise, ce qui était le but recherché par le Hezbollah, l'organisation à l'origine de l'attentat. 

## Tir amiaccidentel
Le 11 octobre 1989, l'Amphibious cargo ship El Paso menait un exercice de tir réel au large de la côte Est des États-Unis à l'aide du Phalanx CIWS contre un drone ciblé. Alors que l'exercice effectué avec succès toucha à sa fin, des obus provenant du Phalanx frappèrent accidentellement le pont de l'Iwo Jima, tuant un officier et blessant un officier de police,,. 

## Accident de chaudière
En août 1990, l'Iwo Jima est déployé dans le golfe Persique dans le cadre de l'opération Desert Storm. Après deux mois d'opérations, le porte-hélicoptère à besoin d'entretien et les travaux sont confiés à une entreprise de Manama (Bahreïn).  
Le 30 octobre 1990, alors que les travaux sont terminés, les chaudières sont rallumées, mais quand la vapeur est envoyée vers les turbines, une valve cède, inondant de vapeur le compartiment. Dix des onze membres d'équipage présents dans la salle ont été tués par la vapeur surchauffée, le dernier ayant survécu jusqu'à 23 h 30 le soir même. 
L'enquête démontrera que l'entreprise chargée des travaux avait employé un matériau de fixation inadéquat (laiton revêtu d'oxyde noir) sur la vanne, combinés à un manque d'inspection appropriée,.  

## Fin de service

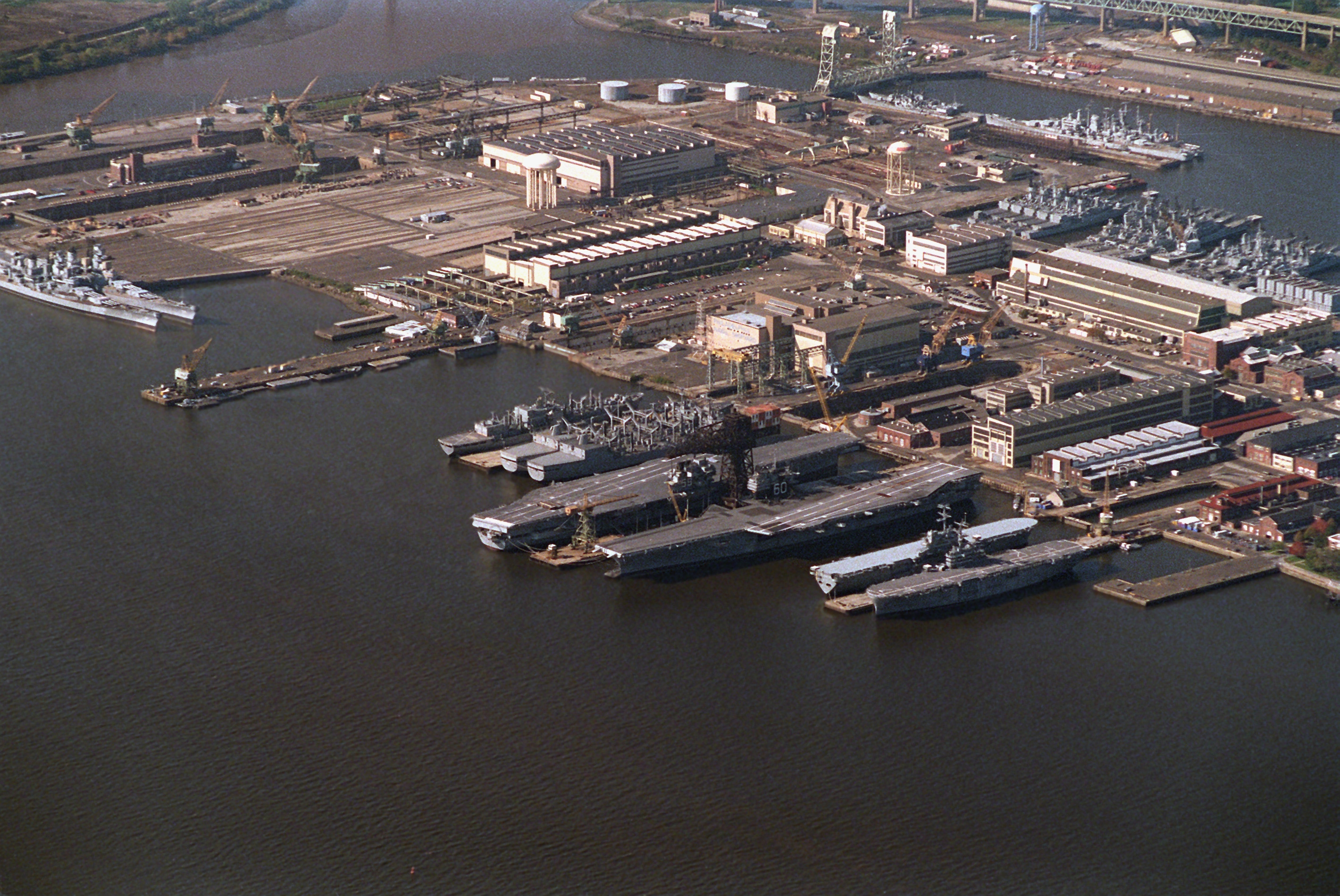
L'installation de maintenance des navires inactifs de la marine au Philadelphia Naval Shipyard en 1995 ; l'Iwo Jima est le bâtiment amarré à la jetée 2, à droite de la photo, à côté du. Les navires,,, et figurent également sur cette image.

Réparé, le navire continue sa carrière jusqu'à son désarmement le 14 juillet 1993. Il est rayé du registre des navires de guerre le 24 septembre et vendu pour démolition le 18 décembre 1995.  
L’îlot du porte-hélicoptères a été préservé au Museum of The American G.I à College Station, au Texas.

## Rôle potentiel dans laguerre des Malouines
En juillet 2012, le navire refit parler de lui. La newsletter de l'United States Naval Institute révéla qu'en 1982, l'administration Reagan avait prévu de prêter l'Iwo Jima aux Britanniques en cas de perte de l'un de leurs porte-aéronefs (Hermes ou Invincible) dans la guerre des Malouines. Ce plan d'urgence très secret a été révélé au personnel de l'Institut naval par John Lehman, secrétaire américain de la Marine lors de la guerre des Malouines, lors d'un discours prononcé le 26 juin 2012 à Portsmouth, au Royaume-Uni. Lehman a déclaré que le prêt du navire avait été consenti en réponse à une demande de la Royal Navy, avec l'aval du président américain Ronald Reagan et du secrétaire américain à la Défense, Caspar Weinberger.  La planification du prêt fut réalisée par le personnel de la deuxième flotte américaine, sous la direction du vice-amiral James Lyons, confirmant les révélations de Lehman au personnel de l'Institut naval. Le porte-hélicoptère aurait été mis en œuvre par des contractors, notamment d'anciens marins ayant servi à bord d'un navire de ce type, les britanniques fournissant une bonne partie de l'équipage et le groupe aérien, cet arrangement étant comparé par certains analystes aux Tigres volants du général Chennault. De manière significative, à l'exception du secrétaire d'État américain Alexander Haig, le département d'État américain n'a pas été inclus dans les négociations de prêt,,. 